# La Biche aux pieds d'airain
Pour la créature de la mythologie grecque, voir Biche de Cérynie.
La Biche aux pieds d'airain (The Arcadian Deer) est une nouvelle policière d'Agatha Christie mettant en scène le personnage d'Hercule Poirot.
C'est la 3e affaire des douze travaux d'Hercule Poirot, ayant trait à la Biche de Cérynie.
Initialement publiée en janvier 1940 dans la revue The Strand Magazine au Royaume-Uni, cette nouvelle a été reprise en recueil en 1947 dans The Labours of Hercules au Royaume-Uni et aux États-Unis. Elle a été publiée pour la première fois en France dans la collection Série rouge en 1948, puis dans le recueil Les Travaux d'Hercule en 1966.

## Personnages
- Hercule Poirot : détective privé.
- Ted Williamson : mécanicien automobile.
- Juanita (« Nita ») Valetta : jeune femme dont Ted est tombé amoureux ; ancienne femme de chambre de Katrina Samoushenka.
- Katrina Samoushenka : danseuse étoile russe.
- Marie Hellin : actuelle femme de chambre de Katrina Samoushenka.
- George Sanderfield : ami de Katrina Samoushenka.

## Résumé

### Mise en place de l'intrigue
Alors que Poirot visite la campagne anglaise, il a un problème mécanique avec le moteur de son automobile. Le réparateur Ted Williamson est appelé.
Au cours de la conversation, il confie au détective qu'il est tombé amoureux d'une jeune femme, prénommée « Nita », femme de chambre de Katrina Samoushenka, une danseuse étoile russe. Mais Nita a mystérieusement disparu, à son grand désespoir. Hercule Poirot lui promet de faire son possible pour retrouver bénévolement la jeune femme.

### Enquête
Poirot enquête auprès de Katrina Samoushenka, la danseuse russe qui avait employé Nita, puis de son impresario, puis des autres femmes de chambres, puis auprès des milieux artistiques anglais, italiens et espagnols.
Apprenant que la jeune fille était italienne et plus particulièrement originaire de Pise, il se rend en Italie. Il découvre alors qu'elle se prénommait Bianca et qu'elle est morte l'année précédente d'une septicémie. Il retourne voir Katrina Samoushenka pour faire le point avec elle.

### Dénouement et révélations finales
Lorsque Poirot la voit, il la trouve plongée en état de dépression nerveuse et comprend tout. La « biche » qu'il poursuit depuis plusieurs semaines, c'est elle : Nita, la femme de chambre, était une invention de Katrina, qui s'est fait passer pour une femme de chambre afin que le jeune homme ne la retrouve pas. C'est de Katrina qu'il était tombé amoureux, et il s'était laissé abuser par son mensonge.
Katrina, en état de tristesse pour cause de solitude, entend Poirot lui dire que quelque part en Angleterre, un jeune homme l'aime éperdument, et que peut-être elle risque de manquer une chance merveilleuse d'être enfin heureuse.

## Publications
Avant la publication dans un recueil, la nouvelle avait fait l'objet de publications dans des revues :
- en janvier 1940, au Royaume-Uni, dans le no 589 de la revue The Strand Magazine[1] ;
- le 19 mai 1940, aux États-Unis, sous le titre « Vanishing Lady », dans la revue This Week[1] ;
- en 1948, en France, dans le no 13 de la collection Série rouge[2] ;
- en août 1956, au Royaume-Uni, dans le no 1 (vol. 1) de la revue The Creasey Mystery Magazine[3].

La nouvelle a ensuite fait partie de nombreux recueils, notamment :
- en 1947, au Royaume-Uni et aux États-Unis, dans The Labours of Hercules[1] (avec 11 autres nouvelles) ;
- en 1966, aux États-Unis, dans Surprise! Surprise! (avec 11 autres nouvelles) ;
- en 1966, en France, dans Les Travaux d'Hercule (adaptation des recueils anglo-saxons de 1947).

## Adaptation
L'intrigue de la nouvelle fait partiellement partie de Les Travaux d'Hercule (The Labours Of Hercule), téléfilm britannique de 2013 de la série télévisée Hercule Poirot (69e épisode, 13.04), avec David Suchet dans le rôle principal.